# Manchinelbaum

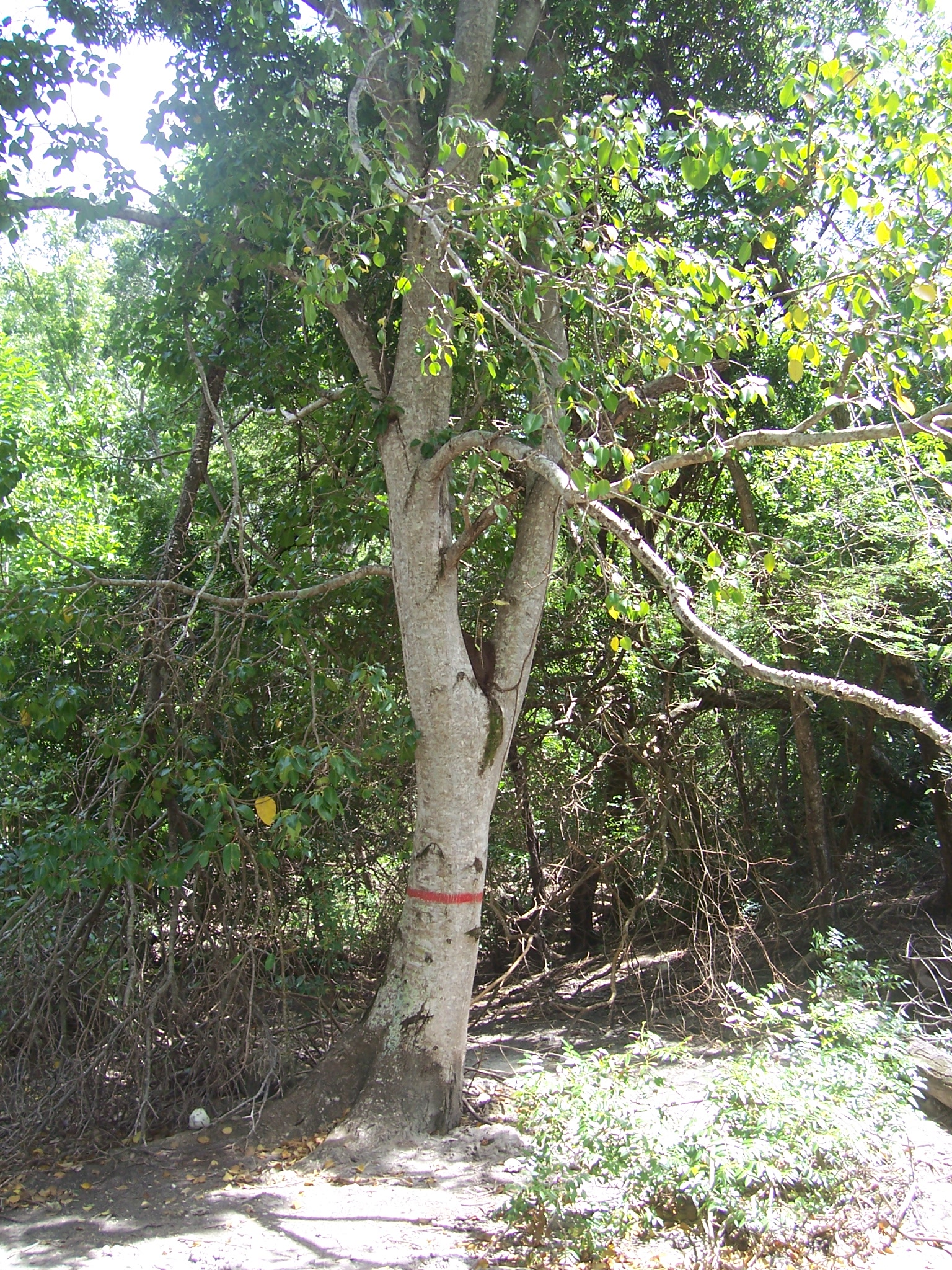
Manchinelbaum

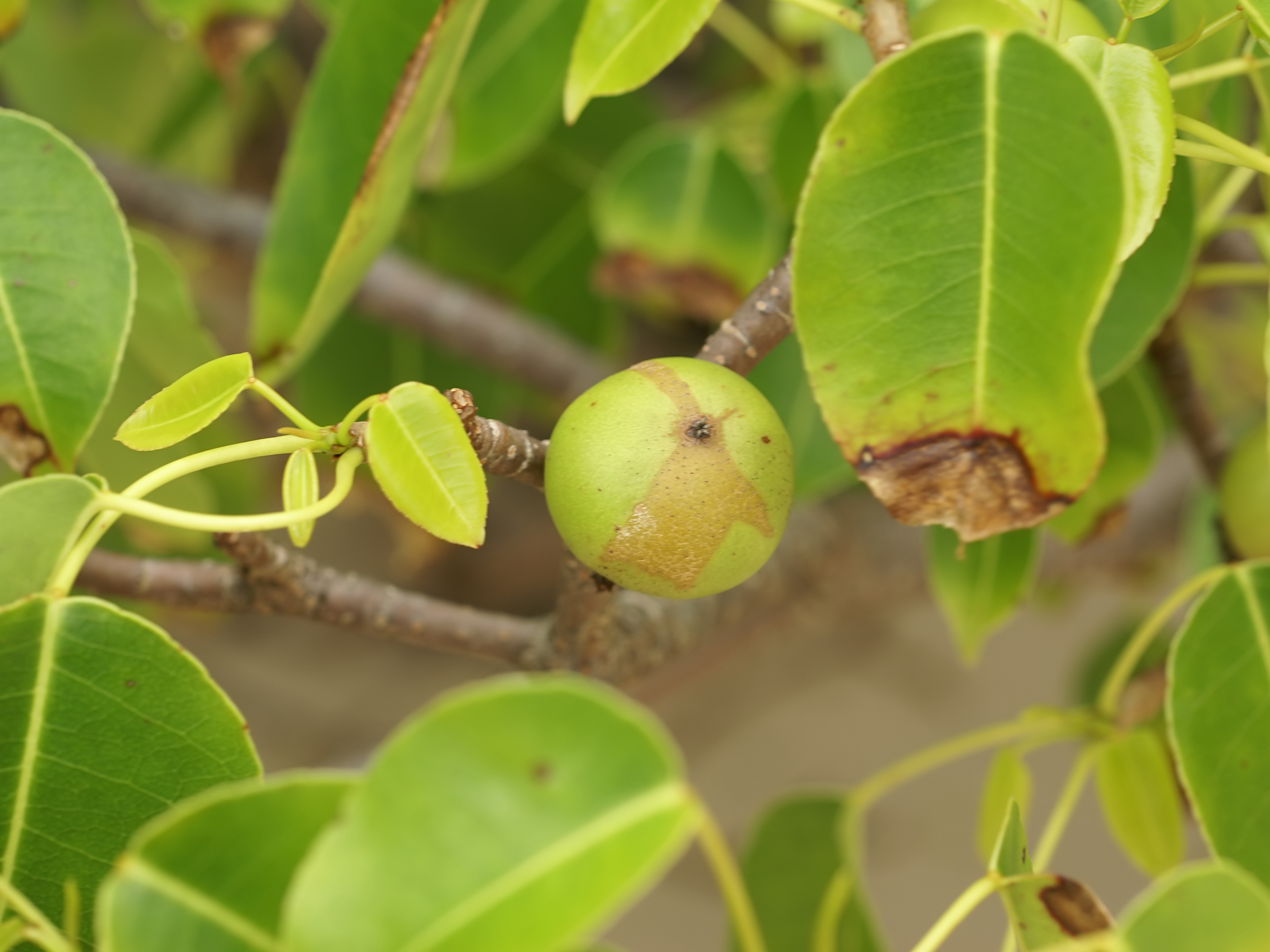
Früchte und Blätter

Der Manchinelbaum, auch Manzanillobaum oder Strandapfel (Hippomane mancinella), ist eine Pflanzenart aus der Familie der Wolfsmilchgewächse (Euphorbiaceae). Er kommt in Florida in den Vereinigten Staaten, auf den Bahamas, in der Karibik, Zentralamerika und im nördlichen Südamerika vor. Er wurde auch in Westafrika und auf den Galápagosinseln eingeführt. Der Name „Manchinel“ (auch „manchioneel“) kommt vom Spanischen manzanilla („Äpfelchen“) und von der oberflächlichen Ähnlichkeit seiner Früchte und Blätter mit denen eines Apfelbaums. Der heutige spanische Name ist Manzanilla de la muerte („Äpfelchen des Todes“). Dies bezieht sich darauf, dass der Manchinelbaum einer der giftigsten Bäume der Welt ist.
Der Manchinelbaum wächst an den Küsten in Strandnähe, auf sandigen, steinigen Böden. Er bietet einen hervorragenden natürlichen Windschutz. Seine Wurzeln stabilisieren den Sand und verhindern damit die Erosion des Strandes. Er verträgt auch salziges Wasser und ist wind- und trockenheitsresistent.
Er wird manchmal mit Ximenia americana verwechselt, die ebenfalls an Küsten vorkommt und ähnliche, allerdings essbare Früchte trägt, aber ganz andere Blüten besitzt.

## Beschreibung

### Vegetative Merkmale
Der Manchinelbaum ist ein halbimmergrüner, monözischer Baum mit grauer bis bräunlicher, im Alter rauerer und rissiger Rinde, der bis zu 15 Meter hoch wird. Er hat eine reich verzweigte und ausladende Krone. Er trägt einfache, wechselständige und langgestielte, ganzrandige bis feingekerbt, -gesägt, abgerundete, rundspitzige bis zugespitzte und dunkelgrüne, bis 10 Zentimeter lange und bis 6 Zentimeter breite, elliptische bis eiförmige, ledrige, teils glänzende Blätter. Die Mittelvene und manchmal auch die fiedernervige Nervatur sowie der Blattrand sind hellgrün-gelblich. Die Blattbasis ist abgerundet bis leicht herzförmig. Am oberen Ende der Blattstiele, an der Blattbasis, sitzt manchmal eine rundliche Drüse. Es sind kleine, spitze und abfallende Nebenblätter vorhanden.

### Generative Merkmale
Es werden endständige, traubig, ährige, 5 bis 12 Zentimeter lange Blütenstände mit fleischiger, dicker Rachis, mit kleinen grünlich-gelben Blüten gebildet. Die männlichen, minimal gestielten Blüten mit zwei bis dreilappigem Kelch, besitzen zwei bis drei verwachsene Staubblätter. Die größeren, sitzenden weiblichen Blüten, mit meistens kleinen Deckblättern, besitzen einen dreiteiligen Kelch der den oberständigen, mehrkammerigen (3–9) Fruchtknoten mit mehreren rötlichen, zurückgebogenen Narben, mit kurzen, meist freien Griffeln, umgibt. Die Kronblätter fehlen in den Blüten, in den Blütenständen stehen die eine bis wenigen weiblichen Blüten, umgeben von männlichen Blüten, unten und die vielen männlichen, in entfernten Gruppen in einem gemeinsamen Deckblatt, oben. Die Blütengruppen besitzen jeweils außen auffällige, große und bräunliche Drüsen. Die Blüten erscheinen vor den Blättern (hysteranthisch).
Die wohlriechenden, rundlichen, 2–4 Zentimeter großen, mehrsamigen und glatten Steinfrüchte sind in ihrer Erscheinung ähnlich einem kleinen Apfel und grünlich-gelb bis gelblich, wenn sie reif sind. Das Mesokarp ist fleischig und weißlich. Der Geschmack der Früchte ist zuerst süß und dann sehr schnell brennend scharf. Die abgeflachten und elliptischen, bräunlichen Samen, im großen und harten hellbräunlichen Steinkern, sind etwa 4 Millimeter groß. Der rundliche und poröse, manchmal mit Spitzen besetzte oder rippige Steinkern ist schwimmfähig und dient der Hydrochorie.
Der Baum enthält in allen Teilen einen ätzenden Milchsaft. Der Milchsaft ist dem von Excoecaria agallocha, der Milchmangrove, einem anderen Wolfsmilchgewächs, sehr ähnlich.
Der Baum enthält 12-Deoxy-5-hydroxyphorbol-6-gamma-7-alpha-oxid, Hippomanin, Mancinellin, Phorbol, die Blätter das Sapogenin Phloracetophenon-2,4-dimethylether, sowie verschiedene Polyphenole, während die Früchte Physostigmin enthalten. Der Latex enthält Diterpenester.
Die Chromosomenzahl beträgt 2n = 22.

## Systematik
Synonyme für Hippomane L. sind Mancanilla Mill. und Mancinella Tussac. Die Gattung Hippomane gehört zur Subtribus Hippomaninae aus der Tribus Hippomaneae in der Unterfamilie Euphorbioideae innerhalb der Familie der Euphorbiaceae.
Die Gattung Hippomane enthält drei gültige Arten:
- Hippomane horrida Urb. & Ekman; nur in der Dominikanischen Republik, der Baum ist viel kleiner, mit stachligen Blättern.
- Hippomane mancinella L. (Syn.: Hippomane dioica Rottb., Mancinella venenata Tussac)
- Hippomane spinosa L.; nur im südwestlichen Hispaniola,[2] der Baum ist viel kleiner mit buchtigen und stachligen Blättern.

Der Gattungsname Hippomane wurde von Linné vergeben, weil er las, dass eine Pflanze Pferde verenden ließ, nachdem sie die Blätter gefressen hatten. Hippo für Pferd und mane von mania für Wahnsinn.

## Giftigkeit

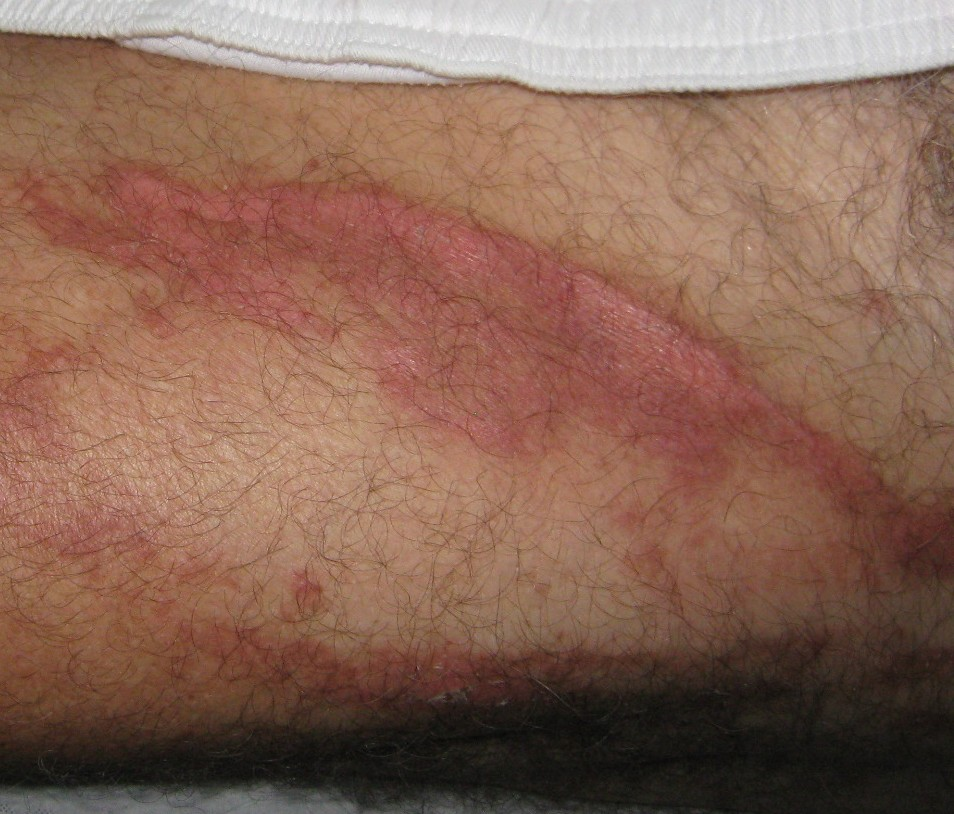
Hautreizungen nach Kontakt mit Bestandteilen des Manchinelbaums

Alle Teile der Pflanze enthalten starke Toxine. Der milchig weiße Pflanzensaft enthält Phorbol und andere hautirritierende Stoffe, die ein starkes allergisches Kontaktekzem verursachen.
Der Baum enthält zusätzlich 12-deoxy-5-hydroxyphorbol-6-gamma-7-alpha-oxid, Hippomanine, Mancinellin und Sapogenine. Die Blätter enthalten Phloracetophenon-2,4-dimethylether, während die Früchte Physostigmin enthalten.
Bei Regen wird Milchsaft aus den Blättern abgesondert, der, wenn man währenddessen unter dem Baum steht, zu Blasenbildungen auf der Haut und zu Augenreizungen führen kann. Das Holz und die Blätter geben bei der Verbrennung reizende Gase ab. Der Rauch des verbrannten Holzes kann, wenn er in die Augen tritt, eine vorübergehende Blindheit zur Folge haben. Die Früchte können bei Verzehr tödlich sein. Viele Bäume tragen ein Warnschild oder werden mit einem roten „X“ auf dem Stamm gekennzeichnet. Das qualitativ gute Holz kann genutzt werden, vor dem Fällen der Bäume sollte die Rinde verkohlt oder geringelt werden.
Manche Galápagos-Riesenschildkröten fressen die Blätter, und gewisse Leguane (Grüner Leguan, Gemeiner Schwarzleguan) und Fledermäuse fressen die Früchte, sie tragen so zur Samenausbreitung bei. Auch einige Vögel können die Früchte fressen, abgefallene Früchte werden auch von Einsiedlerkrebsen und möglicherweise von verschiedenen Landkrabben gefressen.
Eine aktuelle Übersicht berichtet zu 97 registrierten Vergiftungsfällen.
Schwere Fälle von akuter Dermatitis bei Kontakt mit den Früchten oder dem Milchsaft der Pflanze wurden ebenfalls mehrfach beschrieben.

## Artenschutz
Der Manchinelbaum wird in Florida als eine vom Aussterben bedrohte Art geführt.

## Geschichte
Schon Kolumbus auf seiner zweiten Reise 1493 machte Bekanntschaft mit den giftigen Früchten. Gonzalo Fernández de Oviedo (1526) beschrieb, wie Festlands-Kariben den Saft des Baumes verwendeten, um ihre Pfeile zu vergiften, und, dass sie Gefangene an den Baumstamm banden, um ihnen einen langsamen und schmerzhaften Tod zu bereiten. Ein Umschlag von Maranta (Maranta arundinacea) wurde von den Arawak und Taíno als Gegenmittel für das Pfeilgift verwendet.
Bei Europäern war der Manchinelbaum schnell berüchtigt. Er wurde von verschiedenen Schriftstellern erwähnt. So von Jean Paul 1802 in Titan (3. Band, 20, Jobelperiode 87) oder Melville 1849 in Mardi und eine Reise dorthin (Kapitel 107). Die Heldin von Giacomo Meyerbeers nachgelassener Oper L’Africaine, uraufgeführt 1865, sucht durch das Liegen unter einem Manchinelbaum und das Einatmen der Pflanzendämpfe den Freitod. In dem Film Sumpf unter den Füßen von Budd Schulberg und Nicholas Ray (1958) fesselt ein berüchtigter Wilderer ein Opfer an den Stamm eines Manchinelbaumes in den Everglades. Der Mann schreit, als der Baumsaft seine Haut verätzt. Er ist am nächsten Morgen tot, sein Gesicht zeigt eine verzerrte Grimasse.